# فيلا لاس إستريلاس
فيلا لاس إستريلاس هي بلدة ومحطة بحثية تشيلية تقع في جزيرة الملك جورج في إقليم أنتاركتيكا التشيلي وهي كذلك تقع ضمن المقاطعة الأرجنتينية و المقاطعة البريطانية.